# Rdeča piranja
Rdeča piranja (znanstveno ime Pygocentrus nattereri), je vrsta piranje, ki izvira iz Južne Amerike in jo najdemo v porečjih Amazonke, Paragvaja, reke Parana in reke Essequiba ter obalnih rek severovzhodne Brazilije. Ta riba je v svojem sladkovodnem habitatu lokalno številčna. Je vsejeda in se hrani z žuželkami, črvi, raki in ribami. Ni selitvena vrsta, ampak potujoča, da bi poiskala razmere, ki so ugodne za razmnoževanje in drst v obdobjih povečanega dežja. Rdeče piranje pogosto potujejo v jatah zaradi obrambe, vendar le redko pokažejo skupinsko lovsko vedenje. Akustična komunikacija je pogosta in se včasih kaže skupaj z agresivnim vedenjem. So priljubljene akvarijske ribe.

## Taksonomija in filogenija
Rdeča piranja spada v družino Serrasalmidae, ki je skupina srednje velikih do velikih haracidov in vključuje druge tesno povezane vsejedce, kot je pacu. Zanje so značilna globoka, bočno stisnjena telesa in dolge hrbtne plavuti. Znotraj družine rdeče piranje uvrščamo v rod Pygocentrus, ki se odlikuje po nenavadnem zobovju in različno širino glave. Rdeča piranja pogosto velja za zelo mesojedo, vendar je pravzaprav vsejeda.

## Razširjenost in življenjski prostor
Rdeča piranja je zelo razširjena po vsej južnoameriški celini in jo najdemo v neotropskih rekah Argentine, Brazilije, Bolivije, Kolumbije, Ekvadorja, Gvajane, Paragvaja, Peruja, Urugvaja in Venezuele. Živi v toplih sladkovodnih porečjih več večjih rek, vključno z Amazonko, rekami Paragvaj, Parana in Essequibo, pa tudi v številnih manjših rečnih sistemih. Živi lahko v vodah s temperaturo med 15 in 35 °C, lahko pa nekaj časa preživi tudi temperature do 10 °C. V glavnem jo najdemo v rečnem tipu imenovanem bele vode (glede na kemijo, usedline in barvo vode), vendar so bile zabeležene tudi v takoimenovanih črnih (vrsta reke s počasnim koritom, ki teče skozi gozdnata močvirja ali mokrišča) in bistrih vodah. Rdeče piranje živijo v velikih rekah, potokih, jezerih (kot so mrtvice in umetna jezera, nastala z jezovi), poplavnih ravnicah in poplavljenih gozdovih. Na Kitajsko so jih prinesli verjetno s trgovino z akvaristiko. Prvič so jih odkrili leta 1990, od takrat pa so v državi postale invazivne.(str.75)
V Združenih državah ni nobene piranje. Leta 1998 je bil najden en sam primerek v jezeru na igrišču za golf v Simi Valleyju v okrožju Ventura v Kaliforniji. Kalifornija in Washington prepovedujeta P. nattereri in spodbujata nadzor, da se prepreči njen vnos.

## Opis
Rdeča piranja ima sloves divjega plenilca, čeprav je predvsem mrhovinar. Kot pove ime, ima rdečkast odtenek na trebuhu, ko je popolnoma odrasla, mladiči so srebrne barve s temnejšimi lisami. Vrsta lahko doseže težo do 3,9 kg in le redko preseže 35 cm. Preostali del telesa je pogosto siv s srebrnimi luskami. Včasih se za škrgami pojavijo črne lise, analna plavut pa je na dnu običajno črna. Prsne in medenične plavuti se lahko razlikujejo od rdeče do oranžne. Samice lahko ločimo od samcev po rahlo temnejši rdeči barvi trebuha.
Rdeče piranje sicer živijo v skupinah, vendar ne lovijo v skupinah. V primeru prehranjevalne mrzlice se skupine piranj zberejo ob velikem plenu in ga pojedo v nekaj minutah. Ti napadi so izjemno redki in so pogosto posledica provokacije ali stradanja. Razmnoževanje poteka v obdobju dveh mesecev v deževnem obdobju, vendar se to lahko razlikuje glede na območje. Samice odložijo okoli 5000 jajčec na novo potopljeno vegetacijo v gnezda, ki jih zgradijo samci.
Po zaključku znanstvene ekspedicije Roosevelt-Rondon je veliko poročil o divjosti rdeče piranje mogoče izslediti pri predsedniku Theodoru Rooseveltu. Nekdanji predsednik se je vrnil z dramatičnimi zgodbami o tem, da so celotno kravo do kosti požrle v nekaj minutah. Kasneje so ugotovili, da so ta dogodek uprizorili lokalni vodniki, ki so Rooseveltu želeli zagotoviti spektakel, vreden potovanja. Izkazalo se je, da so bile ribe zaprte in izstradane več kot teden dni v delu reke, v katerega so za ta dogodek pognali nesrečno kravo. Nič ne kaže, da bi se Roosevelt kdaj zavedal tega dejstva.

## Vedenje
Pygocentrus nattereri obsega večje geografsko območje kot katera koli druga vrsta piranj in pokriva velik del neotropske regije. Ko so rdeče piranje vnesene v druge dele ameriške celine, so običajno negativne posledice za lokalno favno rib, deloma zaradi njihovega splošnega agresivnega vedenja. To agresivno vedenje včasih zaznamujejo akustični zvoki, ki jih proizvajajo.
Rdeča piranja ni selitvena vrsta, vendar išče pogoje, ki bi bili ugodni za razmnoževanje v obdobjih povečanega dežja. So vsejede in predvsem iskalci krme. Hranijo se z žuželkami, ribami, rastlinami in organskimi ostanki. Bechara in drugi so leta 1996 ugotovili, da je P. nattereri skoraj imuna na bolezen plinskih mehurčkov, ki je uničujoča za skoraj vse ribe v istem okolju.

### Prehrana in vedenje pri hranjenju
Tipična prehrana rdeče piranje je vsejedost, vključno s sadjem, listi, žuželkami, mehkužci, mrhovino in ribami. Znano je, da se v skupinah do več sto prehranjujejo z živalmi, velikimi kot so čaplje ali kapibare. Kljub slovesu piranhe kot nevarne mesojedke je pravzaprav predvsem mrhovinar in iskalec hrane ter se v deževnem obdobju, ko je hrane v izobilju, v glavnem prehranjuje z rastlinami in žuželkami. Prav tako se običajno hranijo samo s šibkimi, poškodovanimi, umirajočimi ali mrtvimi živalmi v naravi. Ne zbirajo se v skupinah, da bi lovile večje živali, temveč se združujejo zaradi zaščite pred plenilci.
Metode iskanja hrane se razlikujejo v različnih obdobjih življenja. Manjše ribe hrano iščejo podnevi, večje pa ob zori, pozno popoldne in zgodaj zvečer. Ves dan ribe prežijo na temnih območjih in plen čakajo v zasedi. Piranja lahko plen ujame tudi z lovom in preganjanjem, kjer bo ležala skrita v rastlinju, dokler njen plen ne priplava mimo. Piranja nato ujame svoj plen. Pri mrhovini piranha je široko paleto hrane, od kosov odpadkov, žuželk, polžev, ribjih plavuti, lusk in rastlin.

### Razmnoževanje
Gnezditvene navade piranj v naravi so večinoma neznane, večino raziskav o drstenju izvajajo v akvarijih. Piranje so običajno sposobne za razmnoževanje, ko so stare eno leto. Samice izležejo več tisoč jajčec ob vodnih rastlinah, na katere se jajčeca prilepijo. Samci nato oplodijo ikre. Že po dveh do treh dneh se iz jajčec izležejo mlade piraje, ki se skrijejo med rastline, dokler niso dovolj velike, da se lahko branijo.
Raziskave vedenja rdeče piranje pri razmnoževanju v naravi so razkrile določene vedenjske vzorce okoli gnezdišč. Odrasle piranje plavajo druga ob drugi v majhnih krogih, včasih dva posameznika, ki plavata v nasprotnih smereh, medtem ko imata trebušni površini blizu drug drugega. Čeprav se morda zdi, da gre za dvorjenje, podrobnejši pogled razkrije, da odrasli dejansko branijo gnezdišča. Gnezda so globoka približno 4 do 5 centimetrov in so izkopana med vodnimi travami, jajčeca pa so pritrjena na trave in rastlinska stebla.
To oblikovanje paritvenih parov, poročno plavanje in varovanje gnezd kaže, da rdeče piranje izkazujejo starševsko skrb za gnezdo in mladiče. Če ostanejo brez nadzora, lahko druge ribe plenijo ikre. Kljub obrambni praksi kroženja okoli gnezda so rdeče piranje pogosto pasivne do drugih rib, ki se jim približajo. Možno je, da sama prisotnost piranje, naravnega plenilca, predstavlja zadostno grožnjo, da potencialnim plenilcem prepreči, da bi se približali gnezdu.
Piranje imajo dve letni reproduktivni sezoni; ti časi so povezani z nihanjem nivoja vode, poplavnim utripom, temperaturo in drugimi hidrološkimi razmerami. Ko so posamezniki pripravljeni na spolno aktivnost, bodo izgubili svojo rdečo obarvanost in izbrali habitate, ki so ugodni za drstenje, kot so poplavljene obrobne trave in vegetacija v jezerih. Ta izbor habitata je jasna razlika od nereproduktivnih osebkov, ki imajo raje odprto vodo.

### Šolanje
Pirane pogosto potujejo v skupinah kot plenilska obramba, pa tudi za napad. V študijah, ki so preizkušale reakcije piranj na simuliran napad plenilca, so se te hitreje vrnile v normalno stanje pri pirajah, ki so bile v skupinah po osem, namesto v parih. Čeprav se domneva, da piranje lovijo v skupinah, nobena raziskava ne kaže, da izvajajo skupen lov.
Najverjetneje je to vedenje v skupinah obramba pred plenilci večjih živali, kot so delfini, velike ribojede ribe, kajmani in vodne ptice, kot so štorklje, čaplje in drugi. Piranje do svojih gnezdišč potujejo v skupinah, da  zmanjšajo verjetnost napada plenilcev.

### Komunikacija in signalizacija
Akustična komunikacija med pirajami je prikazana skupaj z agresivnim vedenjem, kot so grizenje, lovljenje, soočenje in pretepanje. Zvoki, ki jih ustvarjajo, nastajajo s hitrim krčenjem zvočnih mišic in so povezani s plavalnim mehurjem. Plavalni mehur ima lahko pomembno vlogo pri proizvajanju zvoka kot resonator. Vsa opažanja o proizvajanju zvoka rdeče piranje so bila, ko so osebke držali z roko. Ko jo vzamemo iz vode, bo oddala bobnenju podoben zvok, sestavljen iz nizkofrekvenčnega harmoničnega zvoka. So pa raziskave pokazale prisotnost treh vrst akustičnih emisij, ki so povezane s specifičnim vedenjem. Klici enega tipa so sestavljeni iz harmoničnih zvokov, trajajo približno 140 milisekund pri 120 Hz in so povezani z vedenjem med dvema ribama. Zvoki druge vrste trajajo približno 36 milisekund pri 40 Hz in so povezani s kroženjem in bojevanjem, povezanim s tekmovanjem pri hrani. Zvoki tretje vrste so sestavljeni iz enega samega impulza, ki traja le 3 milisekunde pri 1740 Hz, in so močno povezani z vedenjem za lovom določenega posameznika. Isti zvok nastane tudi, ko posameznik zaskoči s čeljustmi, da bi ugriznil drugega posameznika.
Skoraj vsi zvoki, ki jih proizvajajo rdeče piranje, nastanejo v kontekstu socialnih interakcij med posamezniki. Nizki, bobneči zvoki se običajno proizvajajo med zmernimi napadi, medtem ko se glasni, grozeči zvoki proizvajajo med močnejšimi napadi.

## Stanje ohranjenosti
Rdeča piranha je razširjena in jo je lokalno veliko. V nekaterih delih območja razširjenosti je med najpogostejšimi vrstami rib. Ribolov in trgovanje z vrsto za akvarije lokalno predstavlja majhno tveganje.

## V medijih
To vrsto obdaja veliko mitov. Film Piranha iz leta 1978 Joeja Danteja prikazuje te ribe v podobni luči kot morski psi v Žrelu. Piranji je sledilo nadaljevanje Piranha II: The Spawning leta 1982 ter dve predelavi, ena leta 1995 in Piranha 3D leta 2010, ki je dobila tudi svoje nadaljevanje Piranha 3DD. Filmi, kot so ti, in zgodbe o velikih jatah rdečih piranj, ki napadajo ljudi, krepijo njihov pretiran in zmoten sloves ene najbolj divjih sladkovodnih rib. V resnici so na splošno plašni mrhovinarji, ki opravljajo podobno vlogo kot jastrebi na kopnem. V Piranhi 3D je odkrita prej neznana piranja. Lik Christopherja Lloyda napačno identificira primerek te pošastne nove vrste kot znano Pygocentrus nattereri.

## V akvarijih
Rdeče piranje včasih gojijo kot akvarijske ribe. Hranijo jih lahko z živo, svežo ali zamrznjeno hrano, vendar ne bodo jedle pokvarjenega mesa. Njihova naravna prehrana je sestavljena iz živega plena in mrtvih živali ali rib. Živo hranjenje piranj v ujetništvu lahko povzroči bolezni, zlate ribice pa vsebujejo hormon, ki zavira rast, kar bo vplivalo na piranje. Rdeče piranje, zlasti mladice, se v akvariju včasih ugriznejo, običajno v plavuti, kar se imenuje 'ščipanje plavuti'. Tistim, ki so jim pristrigli plavuti, bodo presenetljivo hitro ponovno zrasle. Za vzdrževanje akvarija s piranjami je pomembno, da ohranjate kakovost vode, saj jedo nered, kar umaže vodo v rezervoarju. Prav tako potrebujejo kraje, kjer se lahko skrijejo ob šibki svetlobi. Ker v divjini morda ne jedo vsak dan, tistih v ujetništvu ni treba hraniti vsak dan, ko pa so lačni, lahko jedo drug drugega.